# Szeptember 16.
Szeptember 16. az év 259. (szökőévben 260.) napja a Gergely-naptár szerint. Az évből még 106 nap van hátra.
Névnapok: Edit + Ciprián, Ditta, Ditte, Eudoxia, Eufémia, Eugénia, Gamáliel, Geminián, Génia, Imelda, Imodzsen, Imogén, Jozafát, Kamélia, Kornél, Kornélia, Lúcia, Ludmilla, Milica, Som, Soma, Zília, Zille, Zseni

## Események
- 1180 – I. Ottó bajor herceg trónra lépése (1183-ig uralkodik), a Wittelsbachok uralmának kezdete Bajorországban.
- 1316 – I. Károly magyar király oltalomlevelet ad a Száva-réven közlekedő külföldi kereskedőknek.
- 1437 – A Fehér-Körös melletti Kápolnán tartott közgyűlésen kötnek véd- és dacszövetséget az erdélyi magyar nemesek, a székelyek és a szászok. A testvéri uniónak nevezett szövetséget 1438. február 2-án a tordai országgyűlésen újítják meg. Ez a három nemzet első uniója Erdélyben.
- 1477 – IV. Szixtusz pápa nem ismeri el Ulászló cseh király beiktatását (Csehországot III. Frigyes német-római császár adta hűbérbe Ulászlónak).
- 1662 – John Flamsteed az első európai csillagász, aki tudományos módszerekkel figyelt meg egy napfogyatkozást.
- 1810 – A mexikói Dolores városkában elhangzik a Grito de Dolores, ezzel kezdetét veszi a Miguel Hidalgo y Costilla vezette függetlenségi harc.
- 1840 – Zöld utat kap az O.K. kifejezés, amikor megalakul egy demokratikus politikai társaság, az O.K. Club. A világ második legtöbbször használt szava egyébként a klub elnöke, Martin Van Buren szülővárosának (Old Kinderhook) kezdőbetűiből alakul ki.
- 1847 – A Shakespeare Társaság megvásárolja a drámaíró szülőházát Stratford-upon-Avon-ben.
- 1848 – Megalakul az Országos Honvédelmi Bizottmány.
- 1875 – Az Egyesült Államokban beindulnak az első postavonatok, melyek két nap alatt hordják szét a küldeményeket.
- 1884 – A Transvaal Köztársaság annektálja a búr Stellalandi Egyesült Államokat (Goosen és Stellaland államszövetsége).
- 1888 – Megindul a forgalom a 147-es számú vasútvonal Kiskunfélegyháza-Csongrád szakaszán.
- 1890 - Louis Aimé Augustin Le Prince, a mozgókép feltalálásának egyik éllovasa rejtélyes körülmények között eltűnik.
- 1908 – William Crapo Durant megalapítja a General Motorst.
- 1915 – Amerikai tengerészgyalogosok elfoglalják Haiti szigetét.
- 1920 – Enrico Caruso operaénekes utolsó felvétele elkészül a Victor Recordsnál.
- 1923 – Az erdélyi magyar egyházak tiltakoznak a romániai magyarellenes iskolapolitika ellen.
- 1963 – Maláj szövetségi állam alakul Malajzia néven, amelyhez csatlakozik Észak-Borneó, Sarawak, Szingapúr és a Maláj Szövetség déli része, a volt Penang és Malakka tartomány. Malajzia 17-én megszakítja kapcsolatait Indonéziával.
- 1966 – Megnyílik a New York-i Metropolitan Operaház a Lincoln Centerben.
- 1970 – Polgárháború robban ki Jordániában az Izraelből erőszakkal elűzött palesztinok, és II. Husszein király hadserege között.
- 1972 – Vádat emelnek a Fehér Ház két munkatársa ellen a Watergate-betörés miatt. Alig két hónap múlva Richard Nixont újra elnökké választják.
- 1976 – Az amerikai Ford autógyárban 170 000 munkás lép sztrájkba.
- 1977 – A magyar és a csehszlovák kormányfő szerződést ír alá a bős–nagymarosi vízlépcsőről.
- 1978 – Budapesten üzembe helyezik az automata levélirányító gépsort.
- 1982 – Az izraeli hadsereggel együttműködő jobboldali libanoni milicisták "palesztin gerillák felkutatásának" ürügyén behatolnak a Libanonon területén fekvő szabrai és satilai palesztin menekülttáborokba, és ott szörnyű vérengzést rendeztek. A mészárlást tétlenül szemléli a jelenlévő Aríél Sárón izraeli parancsnok, későbbi miniszterelnök.
- 1983 – Leváltják Kulin Ferencet, a Mozgó Világ c. folyóirat főszerkesztőjét. Rövidesen aláírásgyűjtés kezdődik az egyetemeken és értelmiségi körökben a döntés elleni tiltakozásul. Az Élet és Irodalom hasábjain Hajdú János újságíró élesen támadja Csoóri Sándort, Duray Miklós New Yorkban megjelent, Kutyaszorítóban című könyvéhez írt előszava miatt. Ezt követően Csoóri hosszú ideig nem publikálhat.
- 1987 – Aláírják a Montreali jegyzőkönyvet az ózonkárosító gázok betiltásáról.
- 1988 – Megalakul a Recski Szövetség, a volt munkatábor rabjainak érdekvédelmi szervezete.
- 1988 – Az Országos Széchényi Könyvtárban feloldják a tilalmat több mint 5000 olyan könyvre, amelyet korábban ellenséges irodalomnak nyilvánítottak, és elzártak a nagyközönség elől.
- 1989 – Megalakul a Demokratikus Magyarországért Mozgalom, amelynek ideiglenes elnöke Pozsgay Imre.
- 1990 – Az első pápai repülőnapon bemutató repülés közben földnek ütközik és kigyullad a Magyar Honvédség Mig-23-as repülőgépe. A pilótája Soproni Károly őrnagy a helyszinen életét veszti.
- 1991 – Az Egyesült Államokban megkezdődik Manuel Noriega, volt panamai elnök pere, akinek hatalmát amerikai katonai intervenció döntötte meg.
- 1992

– Az Európai Parlament ratifikálja az EK-magyar és az EK-lengyel Európa-Megállapodást (társulási szerződést), s azok parlamenti ratifikálását ajánlja az EK tagországainak.
– Az angol font árfolyama összeomlik, a brit kormány kénytelen kiléptetni azt az Európai árfolyam-mechanizmusból (ERM) („Fekete szerda”)
- 1994 – Két asztronauta a Discovery űrrepülőgép fedélzetét elhagyva kötelék nélküli űrsétát tesz az STS–64 jelű küldetés során, amire 10 év óta nem volt példa.
- 1996 – Aláírják Temesváron a román-magyar alapszerződést.
- 2002 – Megkezdődik a Mindentudás Egyeteme előadássorozata
- 2007 – Előrehozott parlamenti választások Görögországban.
- 2007 – Thaiföld déli részén – Phuket szigetén –, a One-Two-Go thaiföldi fapados légitársaság McDonnell Douglas MD–80 típusú gépe – 123 utassal és 7 fős legénységgel a fedélzetén – leszállás közben a földnek csapódik és kigyullad. A szerencsétlenségnek 91 halálos áldozata van, közöttük 55 külföldi és 36 thai állampolgár.
- 2007 – Ernest Bai Koroma ellenzéki jelölt győz a Sierra Leonéban rendezett elnökválasztáson.

## Sportesemények
Formula–1
- 1951 –  olasz nagydíj, Monza - Győztes:  Alberto Ascari (Ferrari)
- 1962 –  olasz nagydíj, Monza - Győztes:  Graham Hill (BRM)
- 2001 –  olasz nagydíj, Monza - Győztes:  Juan Pablo Montoya (Williams-BMW)
- 2007 –  belga nagydíj, Spa Francorchamps - Győztes:  Kimi Räikkönen (Ferrari)
- 2018 –  szingapúri nagydíj, Szingapúr - Győztes:  Lewis Hamilton (Mercedes)

## Születések
- 1507 – Ming Csia-csing kínai császár († 1567)
- 1615 – Heinrich Bach német orgonista, zeneszerző († 1692)
- 1745 – Mihail Illarionovics Kutuzov orosz marsall, hadvezér († 1813)
- 1823 – Mihajlo Obrenović szerb fejedelem († 1868)
- 1823 – Sükei Károly költő, újságíró, műfordító († 1854)
- 1854 – Kelecsényi Károly jogász, jegyző, entomológus. († 1914)
- 1859 – Jüan Si-kaj kínai politikus, katona, önjelölt császár († 1916)
- 1868 – Albert William Herre amerikai ichthiológus és lichenológus († 1962)
- 1870 – Agorasztó Tivadar magyar politikus, jogász, országgyűlési képviselő, felsőházi tag († 1945)
- 1872 – Melich János nyelvész, egyetemi tanár, akadémikus († 1963)
- 1887 – Nadia Boulanger francia zenepedagógus († 1979)
- 1888 – Frans Eemil Sillanpää Nobel-díjas finn író († 1964)
- 1889 – Kiss Árpád kémikus, az MTA tagja  († 1968)
- 1891 – Karl Dönitz német tengernagy, kancellár († 1980)
- 1893 – Korda Sándor (Sir Alexander Korda) magyar származású brit filmrendező, producer († 1956)
- 1893 – Szent-Györgyi Albert Nobel-díjas magyar kémikus († 1986)
- 1900 – Fricke Valér magyar földbirtokos, mezőgazdász, országgyűlési képviselő († 1982)
- 1910 – Kutasi György olimpiai bajnok vízilabdázó († 1977)
- 1910 – Karl Kling német autóversenyző († 2003)
- 1911 – Benedek Tibor magyar színész, konferanszié († 1963)
- 1912 – Sárosi György magyar válogatott labdarúgó, Olaszországban tevékenykedő edző († 1993)
- 1914 – Josef Peters német autóversenyző († 2001)
- 1921 – Győrvári János magyar színész, a Gárdonyi Géza Színház örökös tagja († 2008)
- 1921 – Köpeczi Béla művelődés- és irodalomtörténész, az MTA tagja, 1982–1988 között Magyarország művelődési minisztere († 2010)
- 1924 – Lauren Bacall (szül. Betty Joan Perske) Golden Globe-díjas amerikai színésznő († 2014)
- 1925 – B(lues) B(oy) King, amerikai blues gitáros, énekes, zeneszerző († 2015)
- 1926 – Simon István magyar költő († 1975)
- 1927 – Peter Falk amerikai színész († 2011)
- 1929 – Szigeti Géza Jászai Mari-díjas magyar színész
- 1932 – George Chakiris Oscar-díjas amerikai színész (West Side Story)
- 1943 – Márton András Jászai Mari-díjas magyar színész, rendező
- 1950 – Zubor Ágnes magyar színésznő
- 1952 – Mickey Rourke amerikai színész
- 1953 – Lerch István Erkel Ferenc-díjas magyar rockzenész
- 1956 – Acsa Szücs Imre magyar festőművész, grafikus († 2019)
- 1956 – David Copperfield amerikai bűvész
- 1957 – Tari János dokumentumfilm-rendező
- 1961 – Csapó György romániai magyar színész, rendező, színházigazgató
- 1961 – Szalai Annamária újságíró, a Nemzeti Média- és Hírközlési Hatóság (NMHH) elnöke († 2013)
- 1963 – Richard Marx amerikai zenész
- 1964 – Sajgál Erika magyar színésznő
- 1970 – Kecskeméti Dénes érdemes művész, zenész
- 1971 – Sápi Csaba korábbi nemzetközi labdarúgó-játékvezető
- 1981 – Alexis Bledel amerikai színésznő
- 1982 – Lewis Banda zimbabwei atléta
- 1983 – Fejes Krisztina magyar zongoraművész
- 1984 – Katie Melua grúz születésű brit énekesnő
- 1990 – Lantos Tamás magyar matematikus, statisztikus
- 1992 – Nick Jonas amerikai színész és énekes
- 1995 – Aaron Gordon amerikai kosárlabdázó
- 1997 – Kaján Zsanett válogatott labdarúgó
- 1997 – Kardos Botond magyar tornász
- 1999 – Jan Cięciara lengyel színész

## Halálozások
- 0307 – Flavius Valerius Severus a Római Birodalom augustusa
- 1087 – III. Viktor pápa (* 1026 körül)
- 1719 – Szörényi Sándor magyar költő, történetíró (* 1664)
- 1726 – Jakob Prandtauer osztrák barokk műépítész (* 1660)
- 1736 – Daniel Gabriel Fahrenheit német fizikus (* 1686)
- 1824 – XVIII. Lajos francia király, uralk. 1814–1824-ig (* 1755)
- 1872 – Galambos Márton állatorvos, orvos, honvédorvos (* 1820)
- 1876 – Mikó Imre erdélyi magyar államférfi, művelődés- és gazdaságpolitikus, történész (* 1805)
- 1897 – Kondor Gusztáv csillagász, matematikus, az MTA tagja (* 1825)
- 1930 – Korb Flóris magyar műépítész (* 1860)
- 1930 – Zsitkovszky Béla fényképész, operatőr, rendező  (* 1868)
- 1932 – Ronald Ross Nobel-díjas (1902) brit orvos (* 1857)
- 1967 – Erik Lundgren svéd autóversenyző (* 1919)
- 1970 – Róka Antal magyar atléta, távgyalogló (* 1927)
- 1972 – Náray-Szabó István magyar vegyész, az MTA levelező tagja (* 1899)
- 1977 – Marc Bolan brit gitáros, énekes, a T. Rex zenekar frontembere, autóbalesetben (* 1947)
- 1977 – Maria Callas görög opera-énekesnő (* 1923)
- 1979 – Rob Stolemaker holland autóversenyző (* 1929)
- 1995 – Leo Horn holland labdarúgó játékvezető, az évszázad mérkőzésének titulált Anglia – Magyarország 3 : 6 mérkőzést ő vezette (* 1916)
- 2000 – Csiszár Nándor magyar színész (* 1936)
- 2005 – Jean Kerguen (Jean Albert Louis Kerguen) francia autóversenyző (* 1925)
- 2006 – Körmöczy Zsuzsa teniszező (* 1924)
- 2015 – Kun Vilmos magyar színész, érdemes művész (* 1926)
- 2016 – Edward Albee amerikai drámaíró (Nem félünk a farkastól) (* 1928)
- 2019 – Gallai Péter magyar billentyűs, zeneszerző (Piramis) (* 1953)

## Nemzeti ünnepek, emléknapok, világnapok
- Az ózon világnapja
- A hangzáskultúra napja
- 1810-ben kikiáltják Mexikó függetlenségét
- Az európai mobilitási hét (szeptember 16–22.) kezdő napja